# Parc des Buttes-Chaumont

Kaart van het park

Het Parc des Buttes-Chaumont is een stadspark in het noordoosten van Parijs, in het 19e arrondissement. Het is het derde park in Parijs naar oppervlakte (circa 25 ha), en kent veel hoogteverschillen en fraaie uitzichten over de stad.

## Geschiedenis
Napoleon III liet het park tussen 1864 en 1867 realiseren door Jean-Charles Alphand, ten tijde van de Haussmanniaanse stedelijke veranderingen. Het park vertoont een duidelijke Engelse invloed. Wegens beperking van bebouwbare oppervlakte wordt er handig omgesprongen met verschillende schaalgroottes. Opvallend punt is de tempel van de Sibylle, die in 1869 werd opgericht door architect Gabriel Davioud.
Verder is er een meertje met een eiland, een grot, twee bruggen (waarvan er een bekendstaat als de Zelfmoordbrug, ofwel de Pont des Suicidés).

## Situatie
De hoofdingang is gelegen op de Place Armand-Carrel waar ook het gemeentehuis van het 19e arrondissement zich bevindt. 's avonds is het park gesloten. Onder het park rijdt metrolijn 7bis.

## Galerij

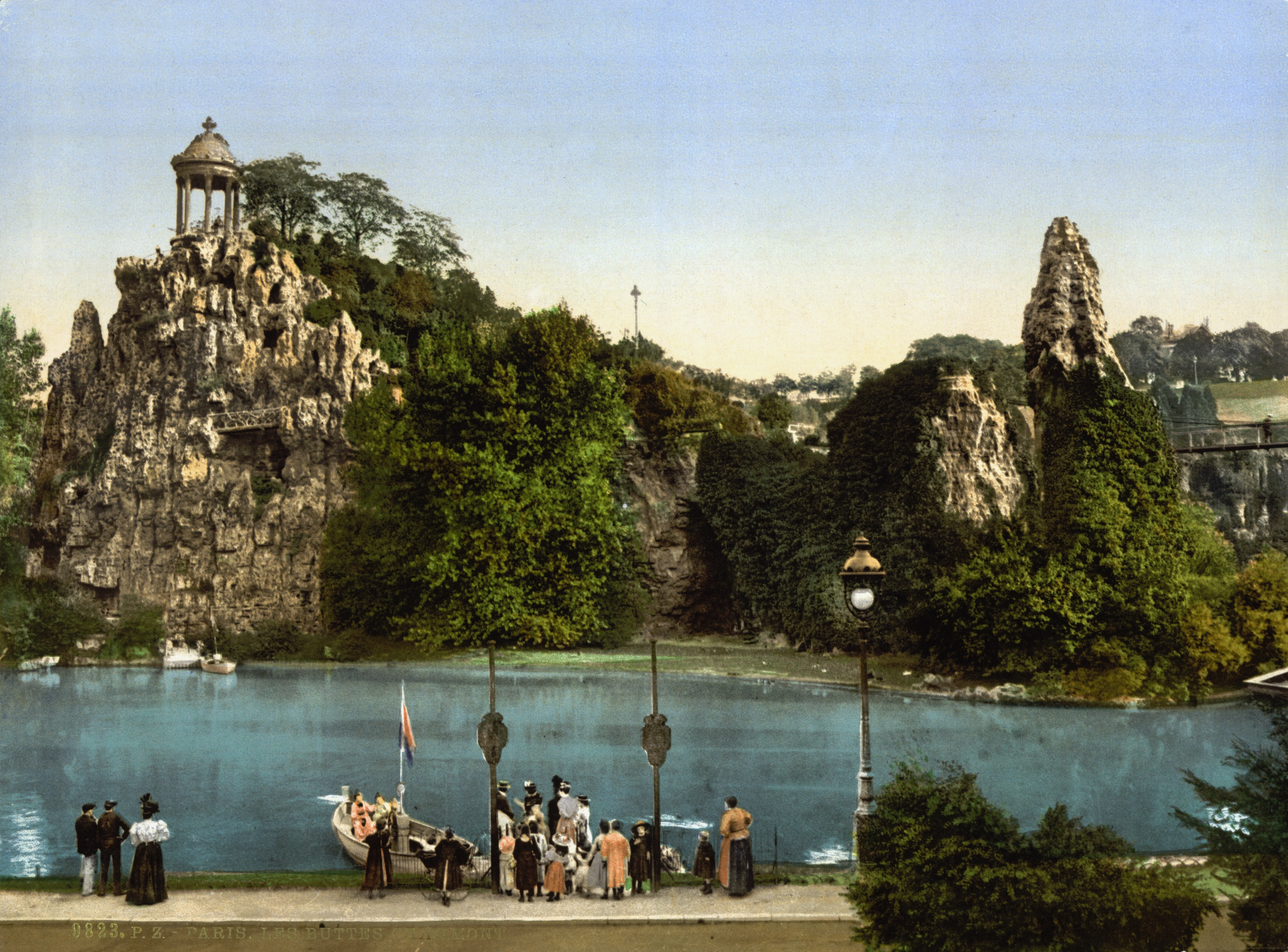
Het park, ca. 1890-1900
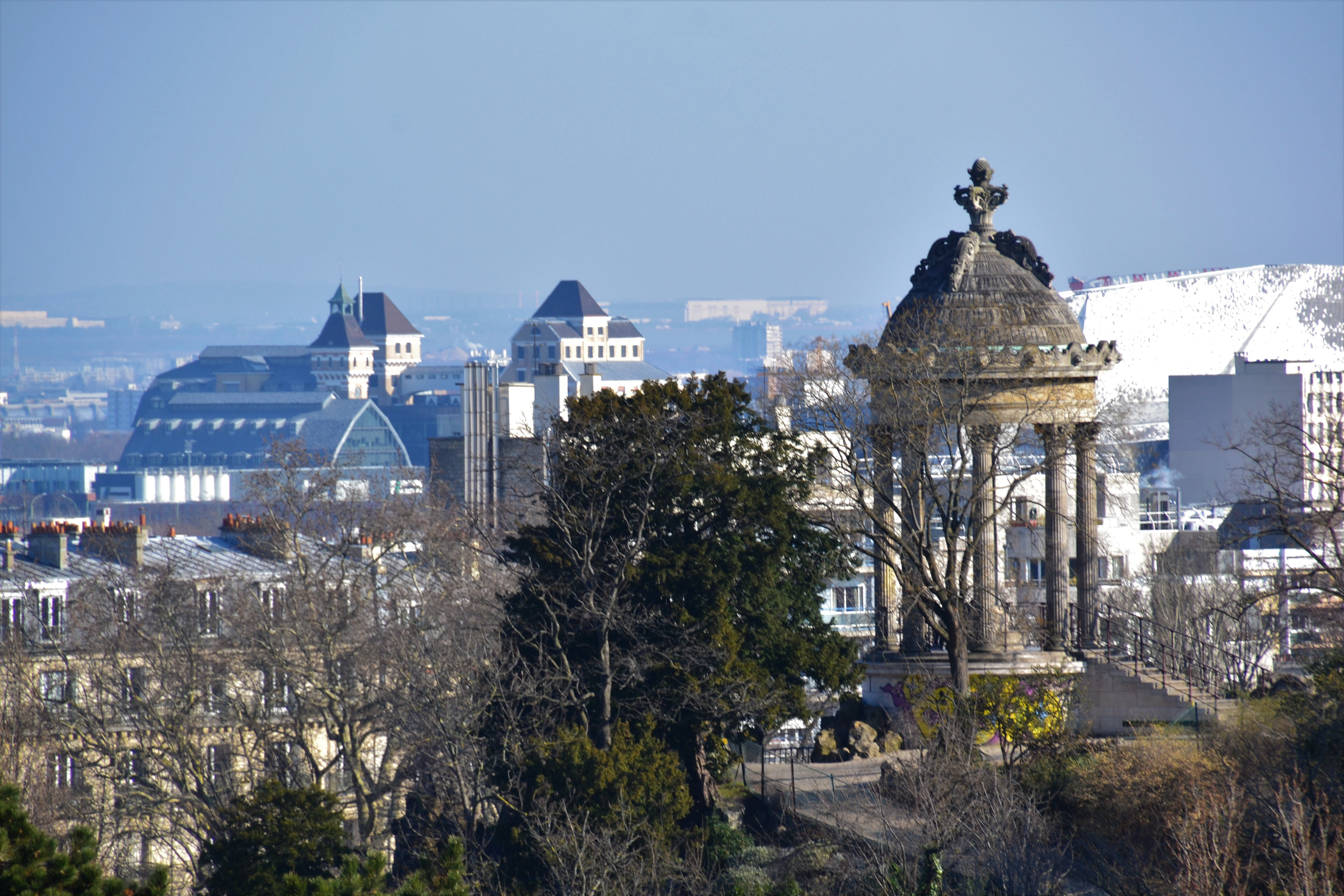
Tempel van de Sibylle op het Île du Belvédère
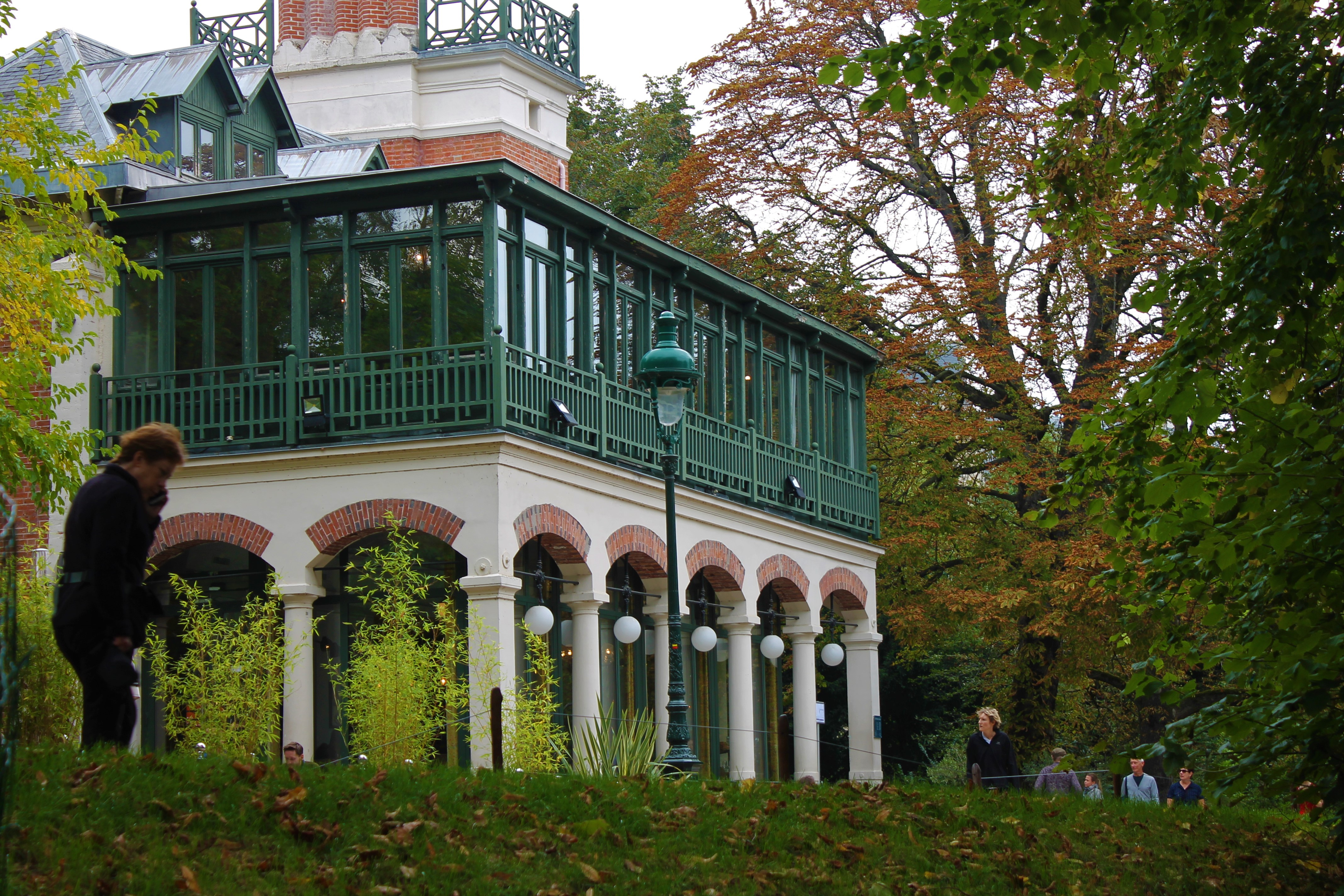
Pavillion du Lac
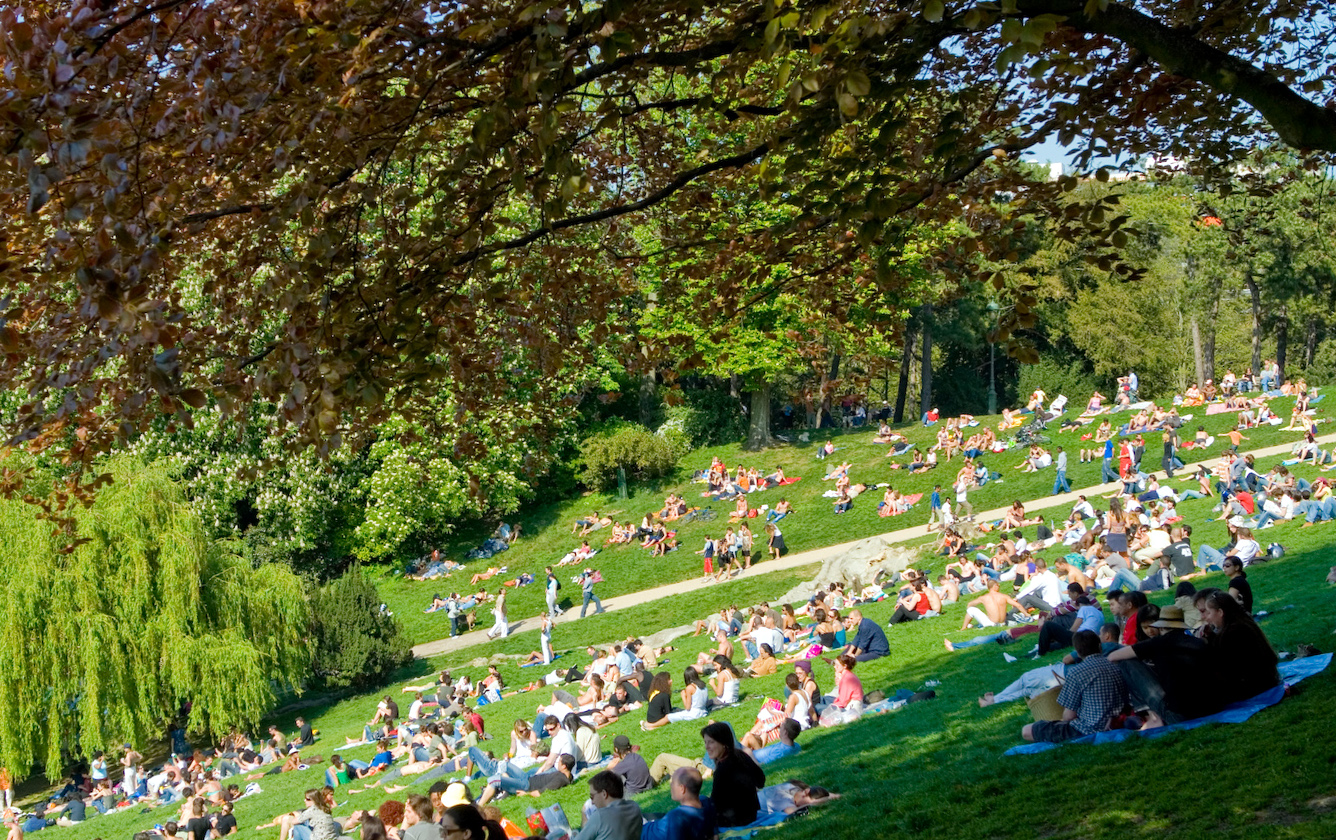
Heuvel
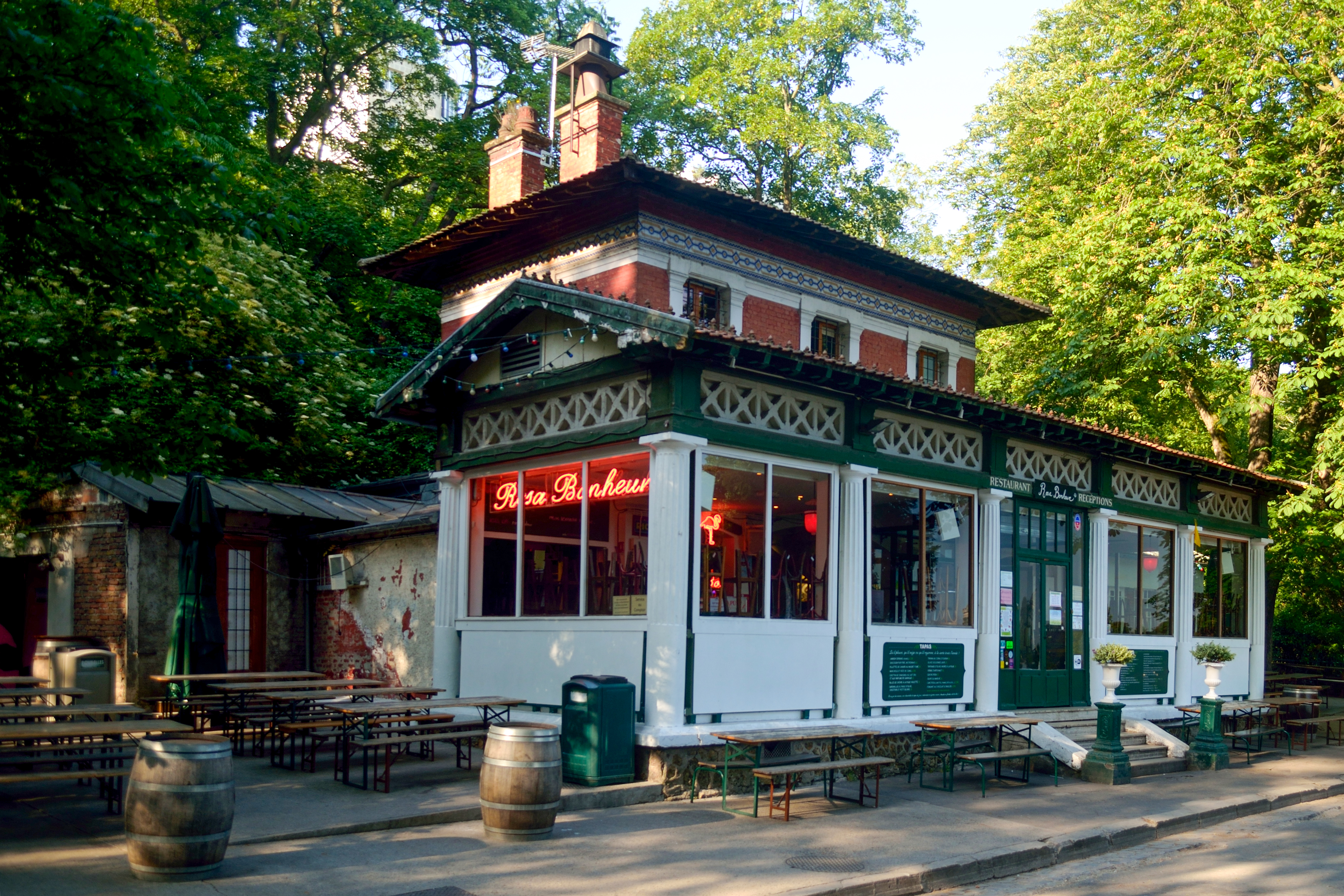
Rosa Bonheur
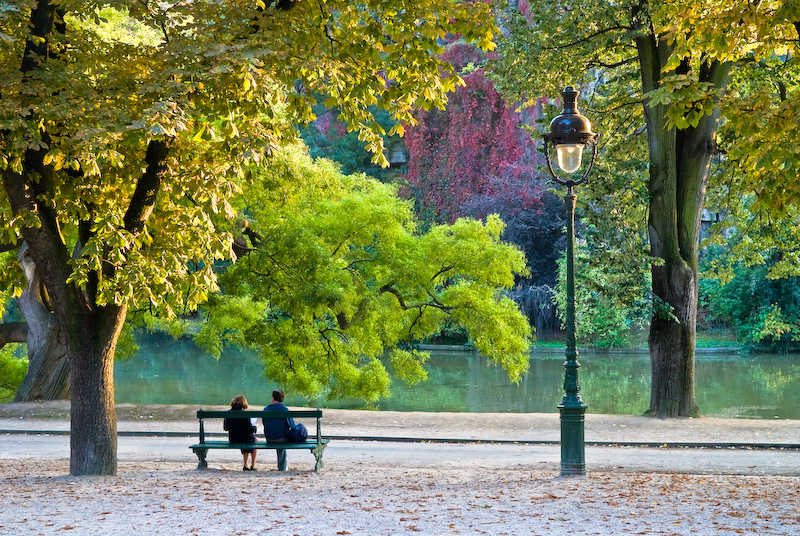
Meertje